# Hans-Georg Müller-Hanssen
Hans-Georg Müller-Hanssen (* 5. Mai 1908 in Schwenningen am Neckar; † 26. Juni 1998 in Bremen) war ein deutscher Kunstmaler und Graphiker.

## Biografie
Müller besuchte die Volksschule und absolvierte von 1922 bis 1925 eine Schlosserlehre. Danach besuchte er eine Gewerbeschule. Er arbeitete dann in einer Zählerfabrik und wurde 1939 zur AG Weser, später zu Borgward in Bremen und dann zu den Schichau-Werken in Danzig dienstverpflichtet. 1944 wurde er zum Volkssturm einberufen. Bis 1947 war er in britischer Gefangenschaft.
Schon während des Zweiten Weltkrieges hat er Kurse an der Nordischen Kunsthochschule in Bremen belegt. Seit 1949 wohnte er in Bremerhaven und heiratete hier die Tochter des Geestemünder Bauunternehmers Hanssen. Er nahm nun den Namen Müller-Hanssen an. Er machte Reisen nach Norwegen und England und lebte in den Sommermonaten auch in Schwenningen. Er malte Porträts, Landschaftsbilder und Ölgemälde und schuf Bremer Ansichten, Kirchenfenster und Graphiken.